# I Wayan Arka
I Wayan Arka (ur. 9 stycznia 1962 w Denpasarze) – indonezyjski lingwista, badacz języków austronezyjskich i papuaskich. Położył zasługi na polu badania rodzimych języków Indonezji.
W obszarze jego zainteresowań badawczych znajdują się zagadnienia z zakresu lingwistyki teoretycznej (morfosyntaktyki i semantyki), typologii języków oraz lingwistyki komputerowej i stosowanej. Zajmuje się opisem języków wschodniej Indonezji (m.in. językami wyspy Flores i indonezyjskiej Nowej Gwinei).
Studiował językoznawstwo angielskie na Universitas Udayana (licencjat w 1985 r.). Na uczelni Universitas Hasanuddin ukończył metodykę nauczania języka angielskiego / językoznawstwo stosowane (magisterium w 1990 r.). W 1999 r. uzyskał doktorat z językoznawstwa na University of Sydney.
W ramach projektu Rongga Documentation Project badał język i kulturę ludu Rongga.

## Publikacje
- Arka, I Wayan. 2017. The core-oblique distinction in some Austronesian languages of Indonesia and beyond. Linguistik Indonesia 35(2): 100–142[7]
- Arka, I Wayan, Mary Dalrymple. 2017. Nominal, pronominal, and verbal number in Balinese. Linguistic Typology. 21(2): 261–331[8]
- Arka, I W. 2014. Locatives and the argument-adjunct distinction in Balinese. Linguistic Discovery no. 12(2): 56–84[9]
- Arka, I W. 2013. Language management and minority language maintenance in Indonesia: Strategic issues. Language Documentation & Conservation, 7:74–105[10]
- Arka, I W. 2011. Constructive number systems in Marori and beyond. In Butt, M. and King, T.H. (eds), Proceedings of the International Lexical Functional Grammar (LFG2011) conference, 5–25. The University of Hong Kong, Hong Kong, 19 July 2011: CSLI[11]
- Arka, I W. 2003. Balinese morphosyntax: a lexical-functional approach. Canberra: Pacific Linguistics[12]